# Marcos Alonso Peña
Marcos Alonso Peña (Santander, 1º ottobre 1959 – Madrid, 9 febbraio 2023) è stato un calciatore e allenatore di calcio spagnolo, di ruolo attaccante.

## Biografia
Era il padre del calciatore Marcos Alonso Mendoza nonché figlio di Marcos Alonso Imaz. È morto nel 2023 a causa di un tumore.

## Carriera

### Giocatore

#### Club
Cresciuto nel vivaio del Real Madrid, viene accantonato dalle merengues, da cui passa al Racing Santander, con cui esordisce nella Primera División spagnola nella stagione 1977-1978. Dopo due stagioni viene acquistato dall'Atlético Madrid, dove rimane tre anni meritandosi in seguito il passaggio al Barcellona per una cifra pari a 150 milioni di pesetas.
Con gli azulgrana disputa 125 partite in cinque campionati, facendo ritorno nel 1987 all'Atletico. Nella parte finale della carriera milita anche per il Logrones, terminando l'attività tra le file del Racing Santander.

#### Nazionale
Ha totalizzato 22 presenze con la nazionale spagnola, esordendo nella partita Inghilterra-Spagna (1-2) del 25 marzo 1981. Ha partecipato ai Giochi Olimpici di Mosca dove disputò le tre partite della nazionale segnando un gol contro la Germania Est. È stato anche convocato per il campionato europeo di calcio 1984.

### Allenatore
Dopo aver appeso le scarpe al chiodo, intraprende l'attività di allenatore nel 1995 guidando il Rayo Vallecano, per passare l'anno successivo al Racing Santander, squadra della sua città.
In seguito passa al Siviglia (una promozione ed una retrocessione), Atlético Madrid, Real Saragozza, Malaga e Granada 74.

## Palmarès

### Giocatore

#### Club
- Campionato spagnolo: 1

Barcelona: 1984-1985
- Coppa di Spagna: 1

Barcelona: 1982-1983
- Coppa della Liga: 2

Barcelona: 1982-1983, 1985-1986
- Supercoppa di Spagna: 1

Barcelona: 1983